# Fontana (Gozo)
Pour les articles homonymes, voir Fontana.
Fontana est une ville de Malte située sur Gozo, limitrophe sud de Victoria/Rabat.

## Origine

### Toponymie
Son nom local est "It-Triq tal-Għajn", (le chemin de la source), et il tire son nom d'une source au bas de la route menant à Xlendi, connue localement sous le nom de "l-Għajn il-Kbira", (la grande source).  Fontana est le mot italien pour une source

### Église

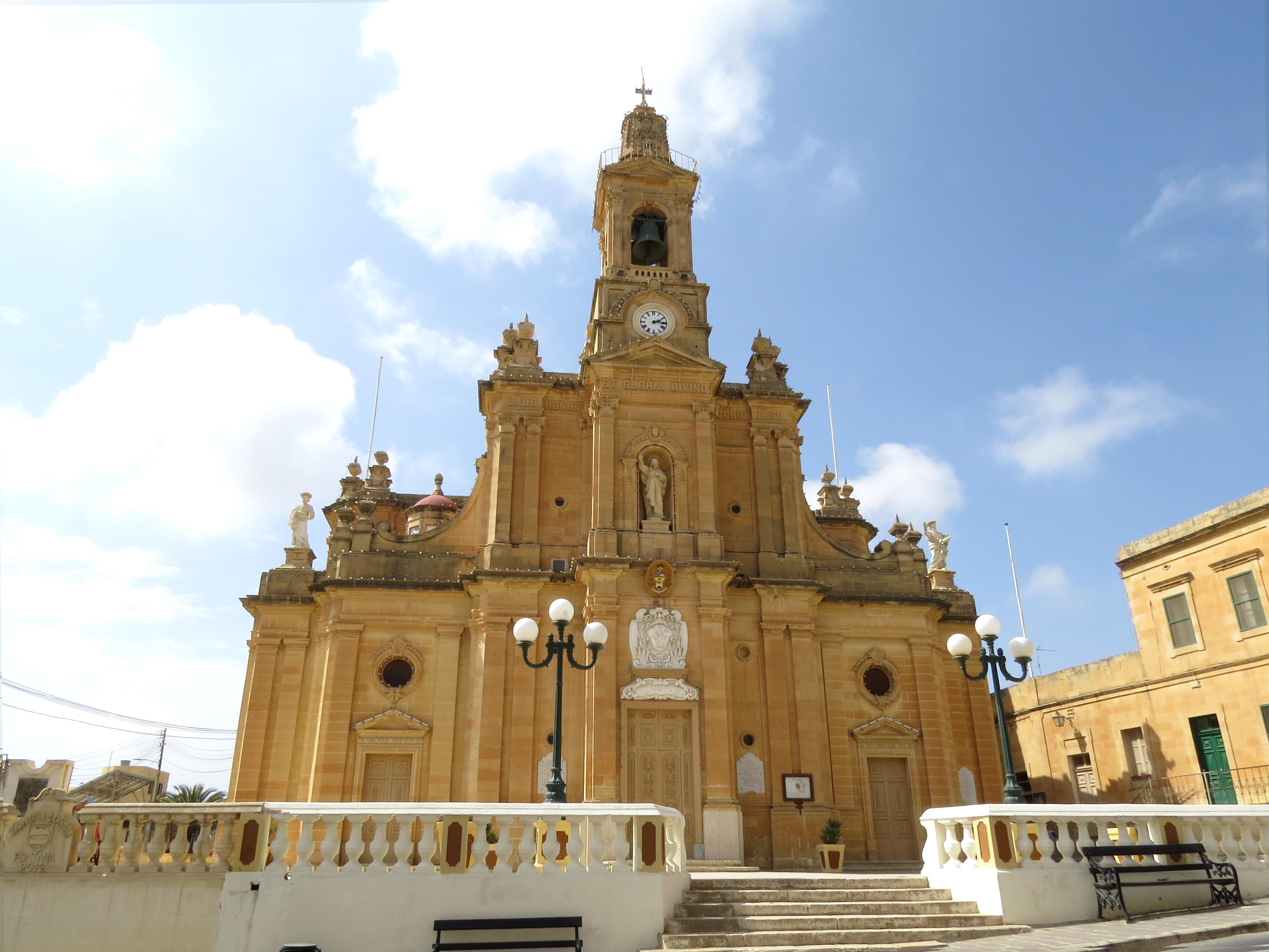
Eglise du Sacré-Cœur de Jésus.

## Histoire
Fontana est originaire de la banlieue de Ir-Rabat (Victoria) sur la route Rabat-Xlendi. Dans la partie inférieure de Fontana, sur le côté droit de la route de Xlendi, on ne peut s'empêcher de remarquer la vallée verdoyante de Lunzjata qui monte jusqu'au village de Kerċem. Les agriculteurs locaux sont occupés toute l'année dans cette partie fertile de Gozo.

## Géographie
|        | Ir-Rabat (Victoria) |                     |
| Kerċem | Fontana             | Ir-Rabat (Victoria) |
| Munxar |                     | Xewkija             |